# Fanny Riberot
Fanny Riberot (Agen, 17 de marzo de 1983) es una ciclista profesional francesa. Debutó como profesional en 2006 y se mantuvo en equipos franceses hasta el 2009 que marchó al Lointek español donde ha permanecido la mayoría de su carrera deportiva.

## Trayectoria deportiva
Fue una destacada ciclista francesa en categoría inferiores y como amateur -incluso logrando buenos puestos en carreras profesionales- pero prefirió mantenerse en su país debido a los estudios. Entre sus victorias amateurs destaca el Gran Premio Cholet-Pays de Loire Femenino 2006 que en ese año era carrera amateur.
A mediados del 2007 dio el salto internacional fichando por equipo español del Lointek en el que progresivamente la fue brindando un calendario más internacional -si bien es cierto que algunas de esas carreras las disputaba con la Selección de Francia-. Tras cosechar con ese equipo diversos éxitos en el Campeonato de Francia en Ruta, en carreras amateurs -incluyendo en pruebas de la Copa de España-; en 2015 sufrió una bajada de días de competición y muchos de ellos los disputó con la Selección de Francia, pese a ello fue su mejor temporada gracias al 3.er puesto en el Tour de la Isla de Chongming Copa del Mundo. Debido a esa falta de calendario deportivo firmó por el Astana Women's en la temporada 2016.

## Palmarés
2012
- 3.ª en el Campeonato de Francia en Ruta

2014
- 3.ª en el Campeonato de Francia en Ruta

## Resultados en Grandes Vueltas y Campeonatos del Mundo
Durante su carrera deportiva ha conseguido los siguientes puestos en las Grandes Vueltas femeninas y en los Campeonatos del Mundo en carretera:
| Carrera         | 2006 | 2007 | 2008 | 2009 | 2010 | 2011 | 2012 | 2013 | 2014 | 2015 | 2016 |
| --------------- | ---- | ---- | ---- | ---- | ---- | ---- | ---- | ---- | ---- | ---- | ---- |
| Giro de Italia  | -    | -    | -    | -    | -    | -    | -    | -    | -    | -    |      |
| Tour de l'Aude  | -    | 70.ª | -    | -    | X    | X    | X    | X    | X    | X    | X    |
| Grande Boucle   | -    | -    | 40.ª | X    | X    | X    | X    | X    | X    | X    | X    |
| Mundial en Ruta | -    | -    | -    | -    | -    | -    | -    | -    | -    | -    |      |

-: no participa

Ab.: abandono

X: ediciones no celebradas

## Equipos
- Team Pro Féminin du Genevois (2006-2007)
- Team Pro Féminin Les Carroz (2008)
- Lointek (2007[7] -2015)
- Astana Women's Team